# Овејани Србин
Овејани Србин јесте мемоарско дело Владимира Фијата, добровољца Српске војске из Баната у време Првог светског рата.

## Опис
Владимир М. Фијат је био српски трговачки путник и колекционар уметнина из јужног Баната. Приступио је Српској војсци као добровољац 1914. године на почетку Првог светског рата и распоређен је у IV чету I батаљона VI пешадијског пука "Престолонаследник Александар" Дринске дивизије. Учествовао је у Албанској голготи, а одликован је Карађорђевом звездом са мачевима, Медаљом за храброст и руским Крстом Светог Ђорђа.
Његови мемоари су врло значајни, јер дају детаљан опис свакодневног живота војника:
Ето, сад сам војник, добровољац српске војске. Да бих боље представио себе као борца другог позива, описаћу свој изглед, од главе: прави ’панама’ шешир, светлоплаво одело по ондашњој моди, плитке жуте ципеле са високим штиклама и широким пертлама које су при ходу лепршале и краћи зелени ’модл’ мантил. Ни војник ни грађанин, али ипак војник. После првог додира са непријатељем изменио сам донекле изглед. Обуо сам заплењене аустријске резервне лаке цокуле жуте боје, а мантил заменио шињелом непријатеља. Прву шајкачу ставио сам на главу тек после извесног времена. Скинуо сам је са једне крстаче пободене изнад погинулог српског ратника.— Владимир Фијат, Овејани Србин

## Издање
Фијатови мемоари под насловом Овејани Србин су први пут објављени 2018. године у саиздаваштву Издавачке куће Прометеј из Новог Сада и Радио-телевизије Србије.